# La Petite Dame de Stavoren

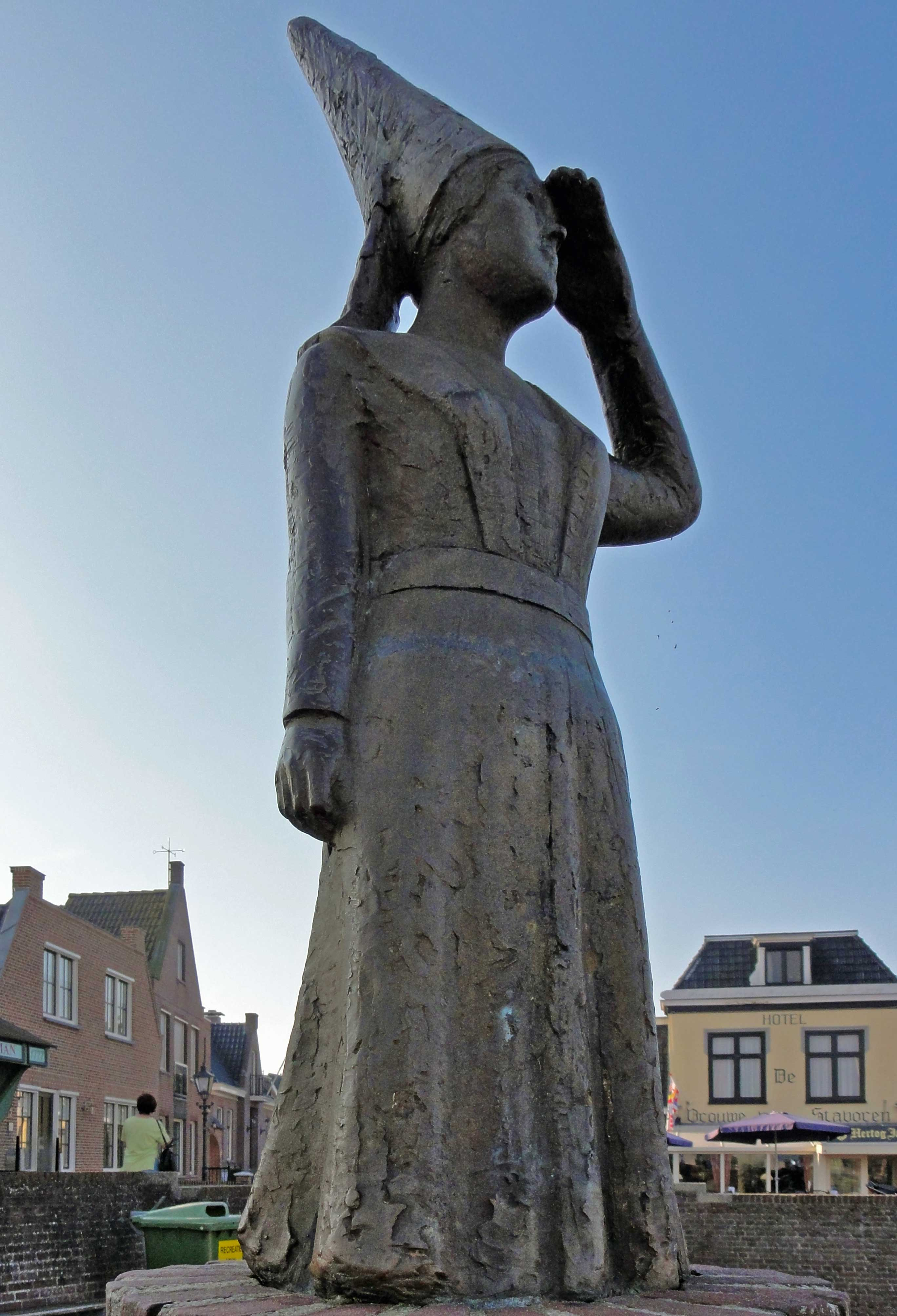
La Petite Dame de Stavoren, sculpture de Pier Arjen de Groot, Stavoren.

La Petite Dame de Stavoren (néerlandais : Vrouwtje van Stavoren ; frison : Frouke fan Starum) est un conte originaire des Pays-Bas.

## La naissance de la légende
Aujourd'hui peuplée d'environ 1 000 habitants, Stavoren était autrefois un riche port de la Frise qui commença à décliner après la formation d'un banc de sable en pleine mer, car il empêchait les navires d'entrer et de sortir. Plusieurs histoires tentèrent d'expliquer la naissance de ce banc de sable, dont celle de La Petite Dame de Stavoren, qui compte au moins 27 versions.

## L'histoire

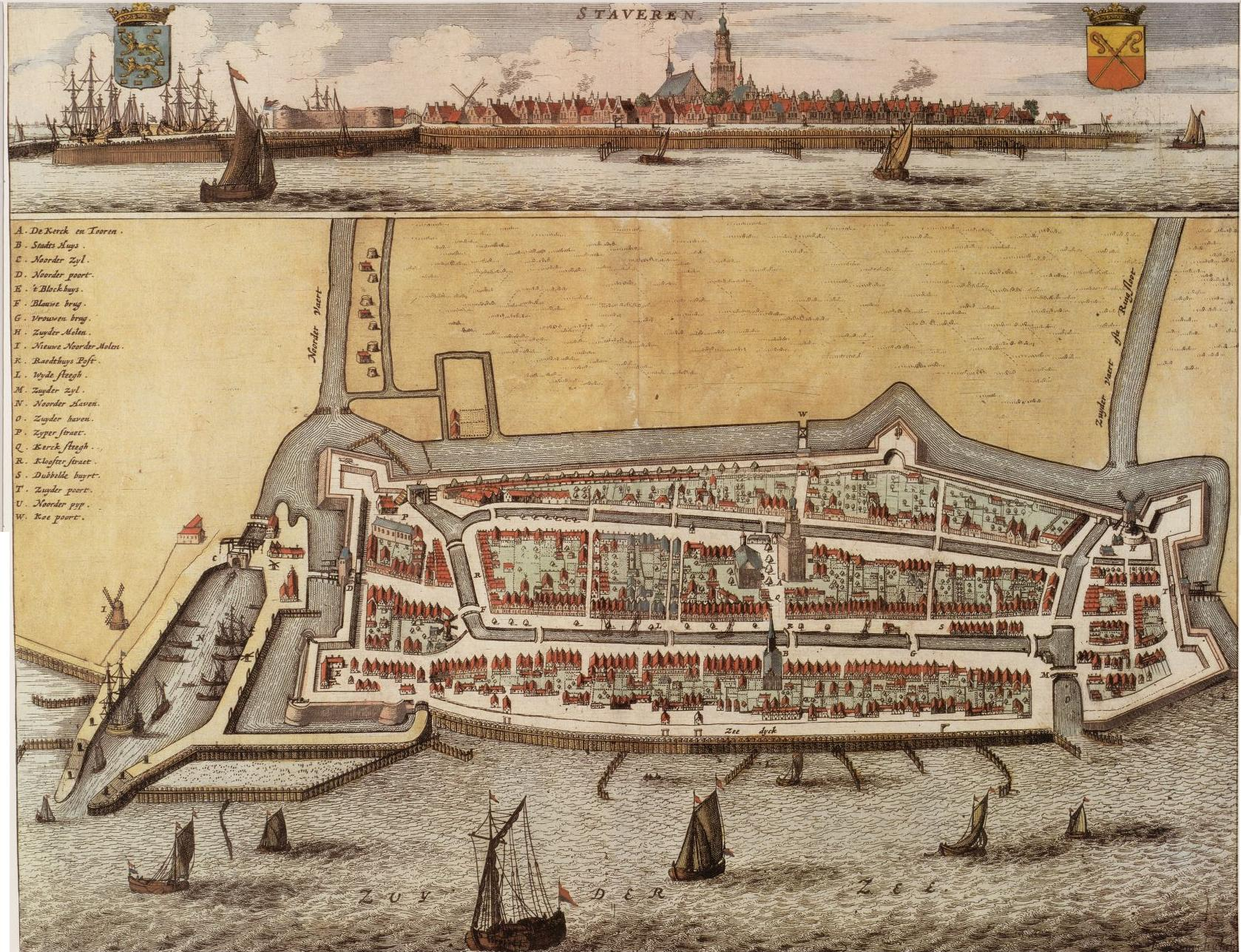
Stavoren en 1664 par Bernardus Schotanus à Sterringa. On voit le Zuiderzee (littéralement, mer du Sud), qui était un golfe et qui a été transformé en lac d'eau douce appelé l'IJsselmeer.

Il s'agit de la version d'Alphonse Esquiros rapportée dans son La Néerlande et la vie hollandaise et publiée dans Revue des deux Mondes en 1856.
« Une légende nous raconte les causes d’une décadence et d’une désolation qui rappellent le sort des vieilles cités bibliques. Les habitants de Stavoren, dit cette légende, ne sachant supporter une prospérité qui augmentait de jour en jour, tombèrent dans le luxe et dans l’insolence. Ils allèrent, dans leur orgueil, jusqu’à couvrir d’or leurs balustrades, leurs pots à boire et la porte de leurs maisons. Une telle extravagance humiliait les villes de la Hollande, qui s’en vengeaient en appelant ceux-ci les enfants gâtés de Stavoren. La superbe cité était parvenue à ce degré de splendeur, quand la fortune se retourna pour elle tout à coup comme le feuillet d’un livre au souffle du vent. Une veuve, riche marchande, ayant frété un vaisseau qu’elle avait envoyé à Dantzig, sur la Vistule, avait enjoint au capitaine de lui apporter des marchandises précieuses. Le capitaine, arrivé à Dantzig, ne put se procurer que du froment : il en chargea son bâtiment et s’en retourna. La marchande de Stavoren lui demanda ce qu’il avait acheté à Dantzig.  Le capitaine répondit : « Du froment. » Alors l’orgueilleuse veuve lui commanda de jeter à la mer par tribord ce qu’il avait chargé par bâbord. Le capitaine obéit. Cependant Dieu manifesta son courroux. Aussitôt que ce froment eut été répandu dans la mer, il s’éleva à cet endroit-là un banc de sable d’une immense étendue, qu’on voit encore aujourd’hui et sur lequel échouent les navires. Ce banc de sable éteignit le commerce de cette opulente cité, qui diminua peu à peu. Aujourd’hui sa navigation et ses grandes pêches sont tombées avec tout le reste ; à peine ai-je vu quelques pauvres barques qui se livrent encore à la pêche du hareng dans les eaux du Zuiderzee. »
Elle est proche de la version rapportée par Evert Maaskamp en 1819, mais les deux omettent un élément présent dans d'autres versions, à savoir la bague. Selon ces autres versions, après avoir ordonné que les céréales soient jetées à la mer, le marchant protesta et la mit en garde contre les vicissitudes du destin, ce à quoi à elle répondit, lançant une de ses bagues dans l'eau : « Cette bague sera de retour sur ma main avant que je ne sois dans le besoin ! » Or, quelques jours plus tard, lors d'un banquet qu'elle avait organisé, elle découvrit sa bague dans le poisson qu'elle était en train de manger, signe de mauvais augure et qui était annonciateur du désastre qui allait suivre.

## Autres versions
- (fr) Friedrich Melchior Grimm, Le Mauvais Grain, in Les veillées allemandes: chroniques, contes, Huzard, 1838
- (en) Elizabeth Akers Allen, The Proud Lady of Stavoren, in Scribner's Monthly (en), avril 1875
- (en)  William Elliot Griffis, When Wheat Worked Woe, Dutch Fairy Tales For Young Folks, Thomas Y. Crowell Co., 1919
- (nl) Het Vrouwtje van Stavoren, Digitaal Vrouwenlexicon van Nederland
- (nl) Chansons inspirées par la légende de La Petite Dame de Stavoren

## Source de la traduction
- (en) Cet article est partiellement ou en totalité issu de l’article de Wikipédia en anglais intitulé « Lady of Stavoren » (voir la liste des auteurs).